# Moms I'd Like to Forget
«Moms I'd Like to Forget» (укр. «Мами, яких я хотів би забути») — десята серія двадцять другого сезону мультсеріалу «Сімпсони», прем'єра якої відбулась 9 січня 2011 року у США на телеканалі «Fox».

## Сюжет
Учні 4-го та 5-го класів Спрінґфілдської початкової школи грають у доджбол. Після вибуття інших гравців, змагатися залишаються лише Барт і 5-класник Ерік. Барт кидає м'яч в Еріка, та влучає в нього, а сам м'яч вилітає в небо. Учні 4-го класу вітають Барта з перемогою, але м'яч падає назад на Землю — прямо в руки Еріка, і 5-класники перемагають. Це спричиняє напругу серед учнів та вчителів обох класів. Після того, як два класи сваряться в школі, Барт і Ерік вирішують владнати стосунки поза школою. Під час бійки хлопці знаходять однакові крихітні шрами у формі меча на тильній стороні рук. Жоден із них гадки не має поняття, що це за сліди.
З цікавості Барт запитує Мардж про шрами. Мати починає розповідати, що коли він був маленьким, вона водила його в групу «Мама і я» в дитячому садку. Мардж швидко подружилася з іншими жінками в групі, і вони створили «Круті матусі».
Барт пропонує групі знову зібратися, що Мардж і робить. Однак, коли група знову збирається, тільки мами радіють цій події: Барта виснажують бешкети його старих-нових друзів, а тати зовсім не ладнають.
Бартові все ще цікаво дізнатися, як вони здобули шрами. Разом з Лісою він доходить до магазина продавця коміксів. Джефф розповідає, що сім років тому його найняли контролювати феєрверки під час святкування 4 липня у Спрінґфілдській середній школі, де багато жителів містечка проводили пікнік і дивилися шоу. Малюки з групи «Мама і я» гралися і опинилися на станції управління феєрверками. Продавець коміксів мав на столі бутерброд зі «шпажками», який він збирався з'їсти. Барт і малюки натиснули по одній кнопці, через що феєрверки вийшли з-під контролю. Один феєрверк влучив у бутерброд Джеффа, в результаті чого він спалахнув, а «шпажки», вилетіли на руки малюків. Через те, що вони були розпечені, на долонях залишилися шрами. Після інцидента «Круті матусі» більше не збиралися.
Барт і Мілгаус планують знову розділити «Крутих матусь», підставивши їх із запуском величезної кількості феєрверків. Вони дістають деяких і зв'язують їх у гаражі Сімпсонів, але Мардж ловить їх на гарячому. Мілгаусу кажуть піти, а Барт розкриває Мардж свої справжні почуття до групи. Однак Мардж не планує залишати групу.
Під час зустрічі «Крутих матусь» Мардж розповідає групі про план Барта. Інші мами говорять, що Барт завжди був гнилим яблуком у групі, що виводить Мардж із себе. Вона залишає групу (після чого решта матусь цілуються одна з одною).
Мардж не говорить нічого Гомерові, бо вважає, що вони чудово дружать. Тим часом між татами все ще тривають суперечки. Коли Нед Фландерс вітає їх усіх, Гомер підбігає до нього, щоб обійняти його.

## Культурні відсилання та цікаві факти
- Продавець коміксів каже Барту, що його шрам, «як і останній гарний фільм з Томом Крузом, народжений четвертого липня»[1].

## Ставлення критиків і глядачів
Під час прем'єри серію переглянули 12,65 млн осіб, з рейтингом 5.7, що зробило найпопулярнішим шоу на каналі «Fox» тієї ночі і найпопулярнішим серіалом серед усіх телеканалів того тижня.
Ровен Кайзер з «The A.V. Club» дала серії оцінку C+, сказавши:
|  | Уся серія, здається, просто мчить до кнопки скидання: звичайно, у Мардж не буде трьох нових найкращих друзів, і, звичайно, у Барта не буде абсолютно нової команди, з якою можна проводити час. Сценаристи, здається, це знають, і розв'язка у кращому випадку є недоречною. Тим не менш, є випадкове лесбійство, щоб завершити все. Це варте чого… ні, не дуже. |

Ерік Гохбергер з «TV Fanatic» оцінив серію на 3,5/5, сказавши, що серія «все ще почувалася свіжою. До того ж, цього разу жінки не намагалися притягнути Мардж до жодних злочинів — лише старі добрі лесбійські поцілунки».
Згідно з голосуванням на сайті The NoHomers Club більшість фанатів оцінили серію на 3/5 із середньою оцінкою 2,76/5.